# Oscillococcinum
Ten artykuł opisuje teorie, metody lub czynności niezgodne ze współczesną wiedzą medyczną.

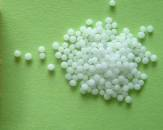
Granulki Oscillococcinum – jedna dawka.

Oscillococcinum – preparat homeopatyczny produkowany przez francuski koncern Boiron, właściciela marki. Preparat reklamowany jest jako pomocny w zwalczaniu stanów grypowych i przeziębień, mimo braku dowodów potwierdzających jego skuteczność.
Preparat można nabyć w aptekach bez recepty. Producent jako wskazania do jego stosowania podaje zwalczanie stanów grypowych i przeziębień. Działanie lecznicze Oscillococcinum ma polegać na skróceniu czasu trwania infekcji oraz łagodzeniu jej objawów.
W jednym gramie preparatu znajduje się 0,85 g sacharozy (cukru spożywczego) oraz 0,15 g laktozy (cukru mlecznego). Substancja aktywna znajdująca się w sprzedawanym dziś preparacie ma stężenie 200C, odpowiadające 1 części substancji aktywnej na 10400 (jedynka i 400 zer) części rozpuszczalnika. W praktyce oznacza to, że w peletkach preparatu nie znajduje się ani jedna cząsteczka substancji aktywnej.
Oscilloccocinum jest dostępny w ponad 50 krajach na całym świecie. We Francji produkowany jest od ponad 65 lat. Chociaż istnieją badania wskazujące na niewielką skuteczność preparatu w łagodzeniu objawów grypy, to przeważające dane wskazują na skuteczność nie większą niż placebo.

## Historia
Preparat Oscillococcinum został zaproponowany przez Josepha Roya (1891–1978), francuskiego lekarza wojskowego, który prowadził pracę badawczą podczas epidemii grypy (tzw. hiszpanki) w 1919 roku. Przebadał on różne substancje pochodzenia biologicznego m.in. narządy dzikiej kaczki "berberyjskiej" (łac. Anas barbariae), uważanej wówczas przez niektórych za nosiciela wirusów grypy. Autolizat z jej wątroby i serca okazał się w ocenie Roya źródłem substancji modulujących układ odpornościowy człowieka.
Pierwsze wykorzystanie preparatów otrzymywanych z tego materiału biologicznego w próbach leczenia infekcji układu oddechowego, zwłaszcza stanów grypowych i przeziębień, miało miejsce za sprawą badań laryngologa-homeopaty, Paula Chavanona.
W kolejnych latach preparat zdobywał popularność głównie na terenie Francji. W 1984 roku Oscillococcinum został wprowadzony na rynek Stanów Zjednoczonych.